# ФК Вашуташ Печуј

ФК Печуј Локомотив (мађ. Pécsi Vasutas Sportkör), је мађарски фудбалски клуб . Седиште клуба је било у Печују, Мађарска. Боје клуба су црна и бела. Клуб је три пута наступао у првој лиги Мађарске. Најпознатији играч клуба је био Андраш Берцеш, који је наступио за Олимпијску репрезентацију Мађарске у фудбалу 1936. године. На стадиону ПВСК рекорд по броју гледалаца, од 22.000 је остварен 20. марта 1955. године на утакмици ФК Печуј Дожа против ФК Хонвед, резултат је био 2−0 за домаће.

## Историјат клуба
ФК Печуј Локомотив је у првој лиги дебитовао у сезони 1945/46. Сезону је завршио као петнаести. 

PВСК је 1952. године постао првак друге лиге и квалификовао се у виши ранг такмичења. У елити ФК Локомотив је играо у три наврата 1945−1946, 1952. и 1979−1980. После ових успеха ПВСК је егзистирао и такмичио се у Другој лиги, Трећој лиги група Драва и покрајинској лиги Барања.

## Достигнућа
- Прва лига Мађарске у фудбалу:
  - 15. место (1) :1945/46.
  - 14. место (1) :1952.
  - 18. место (1) :1979/80.